# Marcello Musto

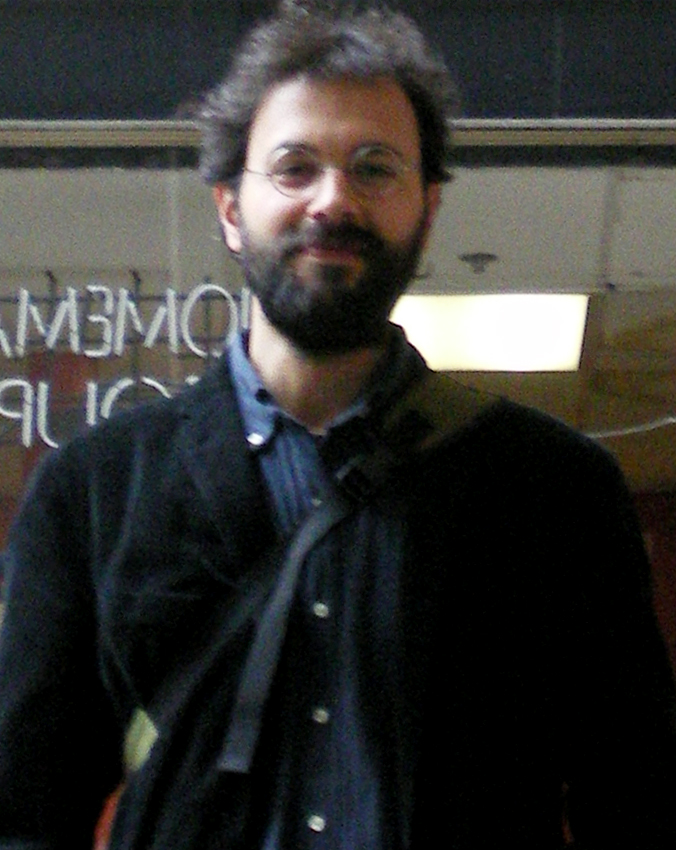
Marcello Musto (2009).

Marcello Musto (* 1976 in Neapel, Italien) ist ein italienischer Soziologe, der in Kanada lebt und arbeitet.

## Leben
Musto absolvierte ein Studium der Politikwissenschaft an der Universität Neapel L’Orientale, welches er im Jahr 2000 abschloss. 2007 promovierte er in Philosophie. Auch im Anschluss verblieb er im akademischen Raum. Seit 2016 ist er Associate Professor of Sociological Theory im Fachbereich Soziologie an der York University. International war er als Gastprofessor an verschiedenen Universitäten tätig.
Zu seinen Arbeitsschwerpunkten gehört vor allem die Beschäftigung mit Karl Marx und seinen Theorien. Er veröffentlichte hierzu, vor allem auf Englisch und Italienisch, mehrere Monographien, darunter eine Biographie über Marx’ späte Jahre, und gab Sammelbände heraus. Viele seiner Veröffentlichungen wurde international in verschiedene Sprachen übersetzt. Musto gehört außerdem zum Herausgeberkreis der Buchreihe Marx, Engels, and Marxisms im Verlag Palgrave Macmillan.
2006 erhielt Musto den David-Rjazanov-Preis.

## Veröffentlichungen (Auswahl)
- Another Marx: Early Manuscripts to the International, London, New York 2018, ISBN 978-1-4742-7339-8.
- Der späte Marx. Eine intellektuelle Biografie der Jahre 1881 bis 1883, Hamburg 2018, ISBN 978-3-89965-796-8 (frei verfügbare PDF-Datei des Buches).
  - englische Ausgabe: The Last Years of Karl Marx. An Intellectual Biography, Stanford University Press, Stanford 2020, ISBN 978-1-5036-1058-3.
- als Hrsg.:  Marx for Today, New York 2013, ISBN 978-1-135-70040-9.
- als Hrsg.: Karl Marx’s Grundrisse: Foundations of the Critique of Political Economy 150 Years Later, London, New York 2008, ISBN 978-0-415-58871-3 (Buch als PDF-Datei).
- als Hrsg.: Marx's Capital after 150 Years. Critique and Alternative to Capitalism, London, New York 2019, ISBN 978-0-367-35008-6.
- als Hrsg.: The Marx Revival. Key Concepts and New Interpretations, Cambridge University Press, Cambridge 2020, ISBN 978-1-316-33890-2.
- als Hrsg.: Karl Marx's Writings on Alienation, Palgrave Macmillan, London 2021, ISBN 978-3-030-60781-4.
- als Hrsg.: Rethinking Alternatives with Marx. Economy, Ecology and Migration, Palgrave Macmillan, 2021, ISBN 978-3-030-81763-3.